# Hanns Bökels
Hanns Bökels, auch Hans Bökels (* 1. Juni 1891 in Düsseldorf; † 4. März 1965 ebenda), war ein deutscher Architekt.

## Leben und Werk
Bökels begann seine Laufbahn mit einem Architekturstudium von vier Semestern an der Kunstakademie Düsseldorf und wurde Assistent von Fritz Becker, dessen Klasse er zeitweise leitete. Weitere vier Semester studierte er an der Technischen Hochschule Stuttgart. Seit 1927 war Bökels freier Architekt in Düsseldorf, zunächst gemeinsam mit Otto Biskaborn (Architekturbüro „Bökels & Biskaborn“ auf der Graf-Adolf-Straße). „Bökels & Biskaborn“ gewannen 1928 den 1. Preis für ihren Wettbewerbsentwurf des Landesfinanzamts und des Polizeipräsidiums am Fürstenwall in Düsseldorf und 1930 für den Wettbewerbsentwurf eines Justizgebäudes in Berlin.
Aufgrund fehlender Bauaufträge im Geschäftsjahr 1931/1932 nutze Hanns Bökels die Zeit für eine ausgedehntere Reise. Mit wenig Geld umrundete er mit seiner Frau Else von September 1932 bis September 1933 in einem Klepper-Faltboot, mit dem sie schon manche Wasserwanderung gemacht hatten, die Balkanhalbinsel. Zurück in Düsseldorf wurde Bökels 1933 in den Bund Deutscher Architekten berufen.
Zur Reichsausstellung Schaffendes Volk 1937 wurde der Lageplan für die Reichsheimstätten-Mustersiedlung, die so genannte Wilhelm-Gustloff-Siedlung, von Peter Grund in Zusammenarbeit mit Hanns Bökels entworfen. Das Gelände der heutigen „Nordparksiedlung“ lag am nördlichen Zipfel des Ausstellungsgeländes und hatte eine Gesamtfläche von 1,7 ha. Die Mustersiedlung war das Pendant zu der Schlageterstadt (Golzheimer Siedlung) im Süden des Nordparks und von der Stadt Düsseldorf in Auftrag gegeben. Sie sollte eine richtungsweisende Unterbringung von Arbeitern mit der Möglichkeit der Selbstversorgung vorbildlich darstellen. Obwohl die Wilhelm-Gustloff-Siedlung wesentlich kleiner als die Schlageterstadt war, wurde diese ebenso mit einem zentralen Anger und einem „Kind und Gans Brunnen“ des Bildhauers August Wilhelm Goebel (1883–1971) im dörflichen Charakter gestaltet. Die Trägerschaft, Finanzierung und Durchführung übernahm die Treuhandstelle für Wohnungs- und Kleinsiedlungswesen. Vierzehn Wohnhäuser wurden von Hanns Bökels (Haus Typ 1, 1a und 2 und ein Schulungsheim des Deutschen Siedlerbundes, der Siedlerschule) und Hans Maria Schneider (1896–1966) (Haus Typ 6) entworfen. Zum Vorbild der Einzelhäuser wurde die traditionelle Bauweise des Niederrheins mit ihren einfachen klaren Formen und möglichst rechteckiger Grundfläche gewählt. Die Aufteilung der Häuser nahm Bökels möglichst praktisch und platzsparend vor. Das Backsteinmauerwerk wurde weiß geschlämmt, das Satteldach war mit dunklen Dachziegeln gedeckt. Alles sichtbare Holz wurde mit dunklen Schutzmitteln behandelt, bis auf die Fenster und Türen, die lackiert wurden. Die Siedlerschule, ein etwas großzügigerer aufgeteiltes Haus, war unterkellert und hatte einen Luftschutzraum. Sie wurde während der Ausstellung vom Bund Deutscher Mädel genutzt. Heute hat der Verband Wohneigentum Rheinland seinen Sitz in der „Nordparksiedlung“.
Nach 1945 nahm Bökels erfolgreich an zahlreichen Wettbewerben teil: 1. Preis im NRW-Kleinwohnungswettbewerb, 1. Preis für die Jugendherberge Düsseldorf-Oberkassel, 1948. Weitere Wettbewerbsteilnahmen im Jahr 1948 waren: Stadtteil am Lipper Tor in Steinheim, Fischmarkt in Kleve, Innenstadtplanung Krefeld, Schifferbörse Duisburg-Ruhrort. Außerdem beriet er das Deutsche Jugendherbergswerk, Landesverband Rheinland, bei der Planung von Jugendherbergen.

## Bauten und Entwürfe bis 1945
- 1924: eigenes Wohnhaus in Düsseldorf-Golzheim, neoklassizistisch, heute genannt Hanns-Bökels-Haus
- um 1927: Umbau des Verbandsheims des Deutschnationalen Handlungsgehilfen-Verbands in Düsseldorf, Haroldstraße
- um 1937: Jugendherberge „Roemryke Berge“ in Solingen-Burg[8]
- 1937: Häuser Typ 1, 2 und 1a in der Wilhelm-Gustloff-Siedlung in Düsseldorf
- 1937: Siedlerschule in der Wilhelm-Gustloff-Siedlung in Düsseldorf
- 1938: Wettbewerbsentwurf für eine Jugendherberge in Essen[9]
- o. J.: Altenheim in (Duisburg-)Homberg

## Bauten nach 1945
- Jugendherbergen in Bad Münstereifel[10] und Bad Honnef
- Bürogebäude der Berufsgenossenschaft der Gas- und Wasserwerke in Düsseldorf
- Wohnhaus in Düsseldorf-Gerresheim, Pfeiferstraße 52